# 楊晴 (籃球運動員)
楊晴（1993年5月18日—），原名楊蓉，臺灣女演員、前籃球運動員，場上位置為中鋒，曾效力於國泰女籃。

## 經歷
- 臺北市立石牌國民中學  - 淡水商工 - 中國文化大學 - 國泰人壽（2012年－2022年）

## 代表隊經歷
- 2009年亞洲U16青年女子籃球錦標賽
- 2010年亞洲U18青年女子籃球錦標賽
- 2011年U19世界青年女子籃球錦標賽
- 2015年夏季世界大學運動會
- 2016年威廉瓊斯盃國際籃球邀請賽
- 2016年亞洲大學女子籃球錦標賽
- 2017年威廉瓊斯盃國際籃球邀請賽
- 2017年夏季世界大學運動會
- 2018年威廉瓊斯盃國際籃球邀請賽

## 演出作品

### 劇集
| 首播   | 播出頻道   | 劇名          | 角色 | 備註 |
| 2024年 | 客家電視台 | 《女孩上場2》 | 林彤 | 主角 |

## 獎項紀錄
| 年份   | 頒獎典禮     | 獎項                   | 作品          | 角色 | 結果 |
| 2024年 | 第59屆金鐘獎 | 戲劇節目最具潛力新人獎 | 《女孩上場2》 | 林彤 | 提名 |

## 外部連結
- 楊晴在fiba.basketball（英语）
- 楊晴在fiba.basketball（英语）
- 楊晴在fiba.basketball（英语）
- 楊晴在archive.fiba.com（存檔）（英语）
- 楊晴在archive.fiba.com（存檔）（英语）
- 楊晴在archive.fiba.com（存檔）（英语）
- 楊晴在Eurobasket.com（球員）（英语）
- 楊晴在互联网电影资料库（IMDb）上的資料（英文）